# Boucardicus fidimananai
Boucardicus fidimananai е вид охлюв от семейство Cyclophoridae. Видът е критично застрашен от изчезване.

## Разпространение
Разпространен е в Мадагаскар.